# Ferrocarril Astillero-Ontaneda
El ferrocarril Astillero-Ontaneda estuvo gestionado por la Compañía del Ferrocarril de El Astillero a Ontaneda constituida el 12 de marzo de 1898, en Cantabria (España). Prestó servicio hasta 1973 y actualmente su trazado ha pasado a ser una vía verde denominada Camino Natural Vía Verde del Pas.
Su construcción se llevó a cabo con el objetivo de contribuir al desarrollo industrial de las zonas que atravesaba. El mismo fue ideado para el transporte de minerales extraídos de los yacimientos cercanos, así como de los visitantes que arribaban a los balnearios de Puente Viesgo y Alceda.

## Historia

### Proyección y construcción
El proyecto de establecer una línea de ferrocarril entre El Astillero y Ontaneda fue redactado por el ingeniero Rafael Martín Arrué en 1893, y en su origen se estableció con la idea de trasladar viajeros hacia los balnearios de Puente Viesgo, Alceda y Ontaneda. En 1898 se obtuvo la concesión oficial, pero el proyecto no recibió ninguna subvención estatal para su ejecución, razón por la cual tuvo que crearse la Sociedad Anónima "Compañía del Ferrocarril Astillero-Ontaneda", con un capital social de 1.500.000 pesetas configurado por 3.000 acciones de 500 pesetas cada una.
El ferrocarril Astillero-Ontaneda constaba de 35 kilómetros de longitud y su primera intención fue la de enlazar Santander, Burgos y Madrid, convirtiéndose en una alternativa al ferrocarril Santander-Alar del Rey. El trazado del ferrocarril se diseñó en versión económica, acomodando el perfil al terreno y sin provocar movimientos sustanciales de tierras. El recorrido seguía parcialmente una de las rutas comerciales ya consolidadas (la "Carretera de La Rioja" o "ruta de los vinos") y se integraba con el pasillo minero en auge (Obregón y Liaño), con el objetivo de asegurar la supervivencia del tramo y su rápida rentabilidad. Los trabajos de construcción de la vía férrea se desarrollaron a lo largo de cuatro años, entre el verano de 1898 y la primavera de 1902.

### Servicios
El 9 de junio de 1902 comenzaba el tren su recorrido en El Astillero, enlazando con Santander mediante la vía métrica perteneciente a la Compañía de los Ferrocarriles de Santander a Bilbao. Atravesando la ría de Solía con un puente metálico, pasaba por Liaño, La Concha, Obregón (Villaescusa) y Sobarzo (Penagos), daba cobertura a todo el pasillo minero y llegaba a Sarón (Santa María de Cayón), notable nudo de comunicación. Hasta Pomaluengo (Castañeda) seguía una traza paralela al río Pisueña, y cerca de Puente Viesgo se adentraba por el valle del río Pas. Continuaba por la margen derecha hasta pasar Santiurde de Toranzo y, por un puente metálico de dos tramos y 90 metros de longitud (puente de La Esperanza), cruzaba el río cerca de San Vicente para finalizar en Alceda-Ontaneda, estos tres últimos núcleos pertenecientes al Ayuntamiento de Corvera de Toranzo. 
La llegada del ferrocarril supuso una transformación enorme en la vida cotidiana de los vecinos que contemplaban el paso de las máquinas y convoyes a lo largo del recorrido. Las primeras máquinas que dieron servicio en la línea eran conocidas como las “yanquis”, pues habían sido fabricadas en Estados Unidos por la prestigiosa casa Baldwin Locomotive Works. Su duración en el ferrocarril fue breve debido a problemas con su tamaño, siendo sustituidas en 1906 por tres máquinas belgas Saint-Léonard, que recibieron igual numeración y nombre: la n.º 1 era la “Sarón”, la n.º 2 la “Puente Viesgo” y la n.º 3 la “Ontaneda”. Pero las máquinas que sin duda marcaron la época dorada del ferrocarril fueron las construidas por la Maquinista Terrestre y Marítima de Barcelona entre 1928 y 1929. Su numeración y nombres todavía se recuerdan con respeto y admiración entre los fanáticos del ferrocarril: la n.º 5 la “Villaescusa”, la n.º 6 la “Penagos”, la n.º 7 la “Cayón” y la n.º 8 la “Toranzo” fueron testigos mudos de los acontecimientos y de las pequeñas historias de sus usuarios a lo largo de los casi cuarenta años que sirvieron en la línea. Ramón Perlacia, Aureliano Fernández, Francisco Veloqui y tantos otros de sus recordados maquinistas alcanzaban la consideración de ídolos por los niños de la época. 
Las estaciones eran entonces punto de reunión de los pueblos, lugar de control de pasajeros, mercancías y paquetes, así como generadoras de todo tipo de anécdotas, opiniones, comentarios y material para la conversación en las localidades. Alberto Villar en Ontaneda o Jesús “el Jefe” en Puente Viesgo, los dos Jefes de Estación, eran referencia obligada en la vida de los pueblos. Pero también lo eran las vidas de los lampistas, las limpiadoras, los guardagujas, los interventores, los fogoneros, los mozos de estación, el personal de vía y obras,... en fin, todo el mosaico de gentes que rodeaban al ferrocarril.

### Clausura
El ferrocarril Astillero-Ontaneda cerró en dos etapas, correspondiéndole a FEVE la clausura de la línea. El 1 de abril de 1973 se clausuró el tramo La Cueva-Penilla a Ontaneda, y el 22 de noviembre de 1976 el cierre definitivo entre Astillero y La Cueva-Penilla. El último material rodante que brindó servicios en la línea fueron dos automotores franceses, los Billard FEVE 2121 y el FEVE 2122  de la Compañía E. Billard, operativos entre 1957 y 1973.